# 褚淡之
褚淡之（380年—424年），字仲源，小字佛。河南郡陽翟县（今河南省禹州市）人，東晋、南朝宋官员，褚爽之子。褚裕之的兄长。
东晋末年为刘裕车骑从事中郎、尚书吏部郎、廷尉卿、左卫将军。420年（永初元年），劉裕称帝，建立刘宋，褚淡之为侍中。東晋恭帝退位，住秣陵宮，害怕毒殺，与皇后褚灵媛共住一室，在床前亲自炊煮。褚淡之妹妹为晋恭帝皇后褚灵媛，但他尽忠于宋武帝刘裕，多次杀死晋恭帝所生男儿。劉裕将要殺害恭帝，送褚淡之兄弟到秣陵宮在別室会面褚后，兵入宫中殺害恭帝。褚淡之出任会稽郡太守。
423年（景平元年），富陽县（今浙江省杭州市富阳区）孫氏一門计划叛乱，支党影响到永興县（今浙江省杭州市萧山区）。永興县令羊恂察知计划，向褚淡之報告。褚淡之不信，以誣告之罪将羊恂軟禁在县职局。孫法亮自称冠軍大将軍叛乱，孫道慶攻下富陽县，富陽县令顧粲还是被任用为县令，加輔国将軍。他们的建威将軍孫道仲、孫公喜、法殺攻打永興县。永興县民灟恭期开始和乱軍合作，後投靠羊恂，力少退败。乱軍占領永興县，县人許祖被立为永興县令。羊恂逃到江唐山中隐藏，被反乱軍擒获，命他代行县務。反乱軍以鄮县（今浙江省宁波市东）令司馬文寅为征西大将軍，孫道仲为征西長史，孫道覆为左司馬，与孫公喜、法殺一起攻打山陰县（今浙江省绍兴市）。
褚淡之自假陵江将軍。以山阴令陆邵领司马，加振武将军。前員外散騎常侍王茂之为長史，前国子博士孔欣、前員外散騎常侍謝芩之参軍事，召行参軍七十人。前鎮西諮議参軍孔甯子、左光禄大夫孔季恭之子孔山士，被起用为将軍。派遣隊主陳願、郡議曹掾虞道納率领二軍渡过浦陽江。陳願败于反乱軍，反乱軍逼近山陰县城二十里。褚淡之派陸邵、石綝、陸允率水軍阻止反乱軍進軍，又派行参軍灟恭期率步兵协助陸邵。褚淡之率部下出陣近郊。灟恭期在柯亭击败反乱軍。反乱軍退守永興县。反乱軍寧朔将軍孫倫率五百人攻打钱唐县（今浙江省杭州市），战敗退守富陽县。孫倫投靠官軍，殺死反乱軍法步帥十几人，首級送到建康（今江苏省南京市）。宋少帝派殿中員外将軍徐卓率领一千人，彭城王劉義康派龍驤将軍丘显率领五百人東進，司空徐羨之派揚州主簿沈嗣之担任富陽县令率领五百人由吴興道东出，未到反乱已经平定。吴郡太守江夷发兵占領富陽县、反乱軍解体，反乱参与者分置彭城、寿陽、青州各所。424年（景平二年），褚淡之去世。享年四十五岁。谥质子。

## 延伸阅读
[在维基数据编辑]
 《宋書·卷52》，出自沈约《宋书》